# マタタビ
マタタビ（木天蓼、学名: Actinidia polygama）は、マタタビ科マタタビ属の落葉つる性木本である。別名ナツウメ（夏梅）ともいう。山地に生える。夏に白い花が咲くころに、枝先の葉が白くなるのが特徴。果実は虫こぶができることもある。ネコの好物、鎮痛・疲労回復の薬用植物としてもよく知られている。

## 名称
和名のマタタビの由来については、古くは『本草和名』（918年）に「和多々比」（わたたひ）、『延喜式』（927年）に「和太太備」（わたたび）の名で見える。
また、長い実と平たい実と二つなるところから、「マタツミ」の義であろうという。「また」とはふたつの意味、「つ」は助字、「び」は實（み）に通じるとされる。
アイヌ語の「マタタムブ」からきたというのが、現在最も有力な説のようである。「マタ」は「冬」、「タムブ」は「亀の甲」の意味で、虫えいになった果実がらい病の患部のようになるのに対して呼んだ名前であろうとされる。一方で、深津正『植物和名の研究』（八坂書房）や知里真志保『分類アイヌ語辞典』（平凡社）によると「タムブ」は苞（つと、手土産）の意味であるとする。
俗説として「疲れた旅人がマタタビの実を食べたところ、にわかに精気がよみがえり、また旅（マタタビ）を続けることが出来るようになった」という説話がよく知られる。しかし、マタタビの実にそのような薬効があるわけでもなく、旅人に好まれたという周知の事実があるでもなく、また「副詞＋名詞」といった命名法は一般に例がない。むしろ「またたび」という字面から「また旅」を想起するのは非常に容易であることから、後づけ的に考案された典型的民間語源と考えるのが妥当である。
別名に、カタシロ、コヅラ、ツルウメ、ツルタデ、ナツウメ、ネコカズラ、ネコナブリ、ネコナンバン、ハナマタタビともよばれている。マタタビの花が蕾の時に、マタタビタマバエが産卵すると、その花は咲かないで、でこぼこしたいわゆるハナマタタビ（虫癭）になる。中国植物名（漢名）は、葛棗獼猴桃、葛棗子、木天蓼（もくてんりょう）と称される。

## 分布と生育環境
日本、朝鮮半島、中国などの東アジア地域に分布し、日本では北海道、本州、四国、九州に分布する。山沿いの平地から山地に分布し、特に山麓、原野、丘陵、礫地に多い。湿り気のある山地の沢沿いや山と山のくぼみ、林縁に自生する。往々にして、足場の悪いところに自生している。近縁種のミヤママタタビ（学名: Actinidia kolomikta）は、北海道から本州の近畿地方以北に分布し、マタタビより標高のある山地に多く見られる。

## 特徴
落葉つる性の木本。茎は蔓になり、よく枝分かれして、他の木に絡みついて長く伸びる。太いつるの樹皮は暗灰褐色で、縦や横に割れる。枝は褐色で、白い縦長の皮目がつく。一年枝は毛があるが、のちに無毛になる。蔓を切ってみると白い随が詰まっていて、サルナシ（学名: Actinidia arguta var. arguta）とは異なる。葉は蔓状の枝に長い葉柄がついて互生し、葉身は先が尖った長さ2 - 15センチメートル (cm) の卵形から広卵形、あるいは楕円形で、葉縁に細かい鋸歯がある。初夏の花期になると、葉の一部または全面が白くなる性質がある。
花期は6 - 7月。雌雄異株であるが、ときに両性花をつける。花は雄花・雌花とも芳香があり、ウメに似た径2 cmほどの白い5弁花を下向きに咲かせる。雄株には雄蕊だけを持つ雄花を、両性株には雄蕊と雌蕊を持った両性花をつける。花弁のない雌蕊だけの雌花をつける雌株もある。
果実は液果で、2 - 2.5 cm のフットボール様の細長い楕円形で先は尖り、未熟果は緑であるが晩秋の頃に軟らかに熟して黄緑色から橙色になる。ふつう、マタタビの果実は熟してから落下する。しばしば、虫こぶの実（虫癭果）がマタタビミバエ、もしくはマタタビノアブラムシ（マタタビアブラムシ）の産卵により形成され、偏円形で凸凹している。1本の木のほとんどが虫癭果の場合も少なくなく、強風や強雨のあと、正常な実が熟す前に落ちやすい。
冬芽は互生するが、葉痕上部の隆起した部分（葉枕という）に隠れていて先端だけが少し出ている半隠芽である。葉痕は円形や半円形で、維管束痕が1個つく。
効果に個体差はあるものの、ネコ科の動物はカ等に忌避効果を持つネペタラクトール、及び揮発性のマタタビラクトンと総称される臭気物質イリドミルメシン、アクチニジン、プレゴンなどに恍惚を感じることで知られている。イエネコがマタタビに強い反応を示すさまから「猫に木天蓼」という諺（ことわざ）が生まれた。ライオンやトラなどネコ科の大型動物もイエネコ同様マタタビの臭気に特有の反応を示す。

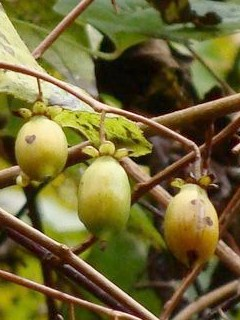
果実
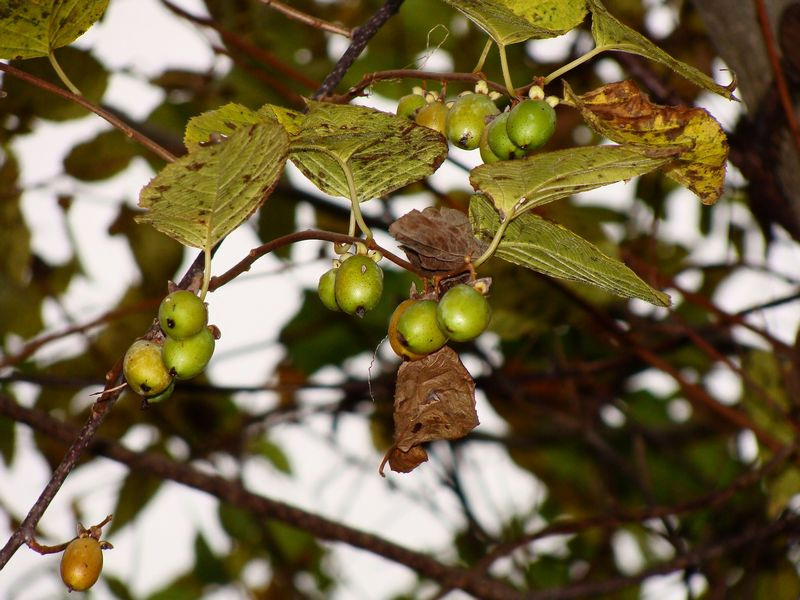
実をつけた枝
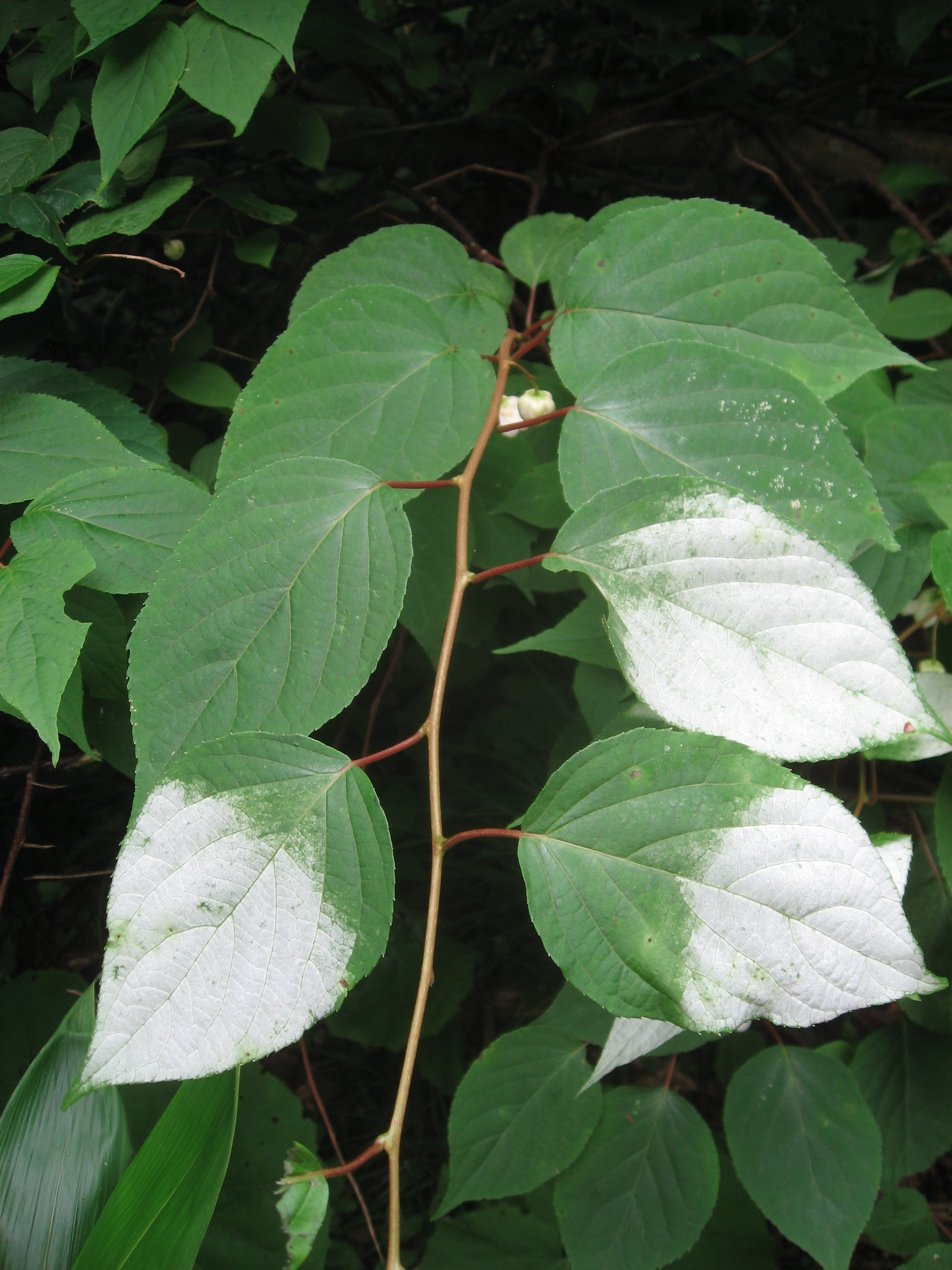
白化した葉
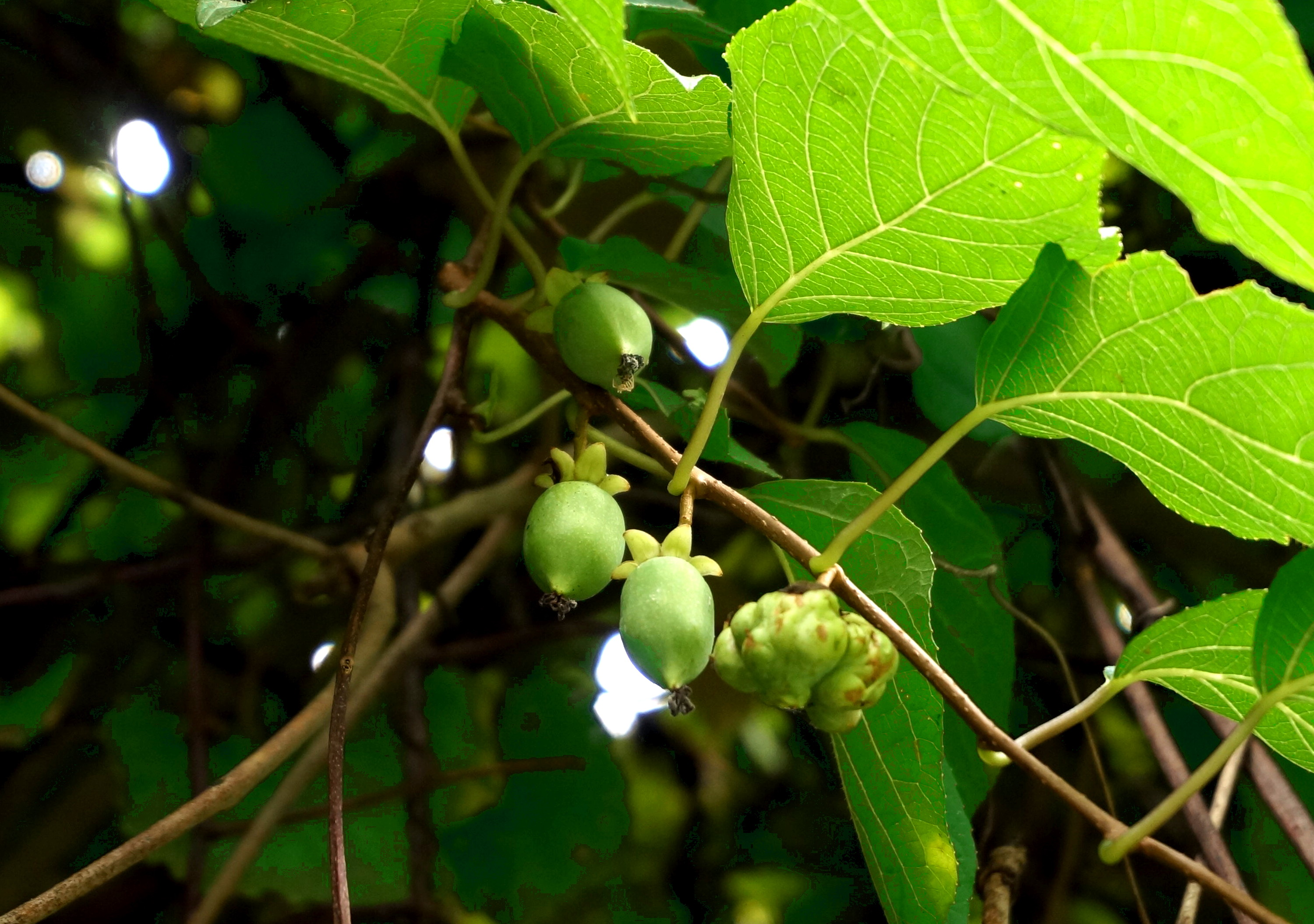
果実の一つは膨れて凹凸を持つ虫こぶになっている。

## ネコのマタタビ反応
日本では「猫に木天蓼」という諺があるように、その効果はてきめんで、葉、小枝、実などマタタビならなんでもよく、はじめは舐めたりかじっているネコも、そのうち顔を擦り付けたり、地面に転がり、中には陶酔境に浸るものもいる。
ネコがマタタビを大好物とすることは古くから知られており、1704年に出版された貝原益軒の農業指南書『菜譜』にも記されていた。浮世絵『猫鼠合戦』にはマタタビでネコを酔わせ腰砕けにするネズミの様子が描かれるなど、江戸時代には「マタタビ反応」は「マタタビ踊り」とも言われ、既に大衆文化に取り込まれていた。
1950年代には目武雄らの研究によって、マタタビ活性物質は「マタタビラクトン」と呼ばれる複数の化学成分であると報告されていた。マタタビ反応はネコ科の動物全般に見られるが、なぜネコ科動物だけにこの反応が見られるのか、また、マタタビ反応の生物学的な意義についてはこれまで不明であった。
岩手大学は2021年1月21日、科学雑誌『Science Advances』に、名古屋大学・京都大学・英国リバプール大学との共同研究で、ネコのマタタビ反応が蚊の忌避活性を有する成分ネペタラクトールを体に擦りつけるための行動であることを解明したと発表した。本研究では、まずマタタビの抽出物からネコにマタタビ反応を誘起する強力な活性物質「ネペタラクトール」を発見。さらにこの物質を使ってネコの反応を詳しく解析し、マタタビ反応は、ネコがマタタビの匂いを体に擦りつけるための行動であることを突き止めた。
また、同じくこの研究においてネペタラクトールに、蚊の忌避効果があることも突き止め、ネコはマタタビ反応でネペタラクトールを体に付着させ蚊を忌避していることを立証した。ネペタラクトールは、蚊の忌避剤として活用できる可能性があるとしている。この研究チームによる2022年6月の発表によると、マタタビ反応で葉を噛むことにより、葉からの蚊の忌避物質（ネペタラクトールとマタタビラクトン類）の放出量が10倍以上に増えることも判明した。

## 利用等
栽培は果実のつく雌株を選んで行う。両性花がある株を挿し木する。果実、若芽、若いつるの先は食用になる。果実は、漬物や健康酒用には青みが残るもの、生食には橙色に熟したものを利用する。近縁のミヤママタタビも同様に利用できる。猫が好む植物であるため、猫よけの金網囲いが必要になる。

### 食用
夏から秋にかけて果実を採り、虫えいになっていない正常な果実であれば食用に利用する。若い実はヒリヒリと辛く渋みと苦味があり、ふつう生では食べないが、橙黄色に完熟すると甘くなりそのまま生で食べられる。まだ青味が残る未熟な果実であれば、塩漬け、味噌漬け、薬用酒（マタタビ酒）などにして利用される。半年以上塩漬けしたものを塩抜きして、天ぷらや甘酢漬け、粕漬けなどにする。果実酒は、果実の3 - 5倍を目安に35度のホワイトリカーに漬け、一緒に実の3分の1から5分の1量の氷砂糖かグラニュー糖、蜂蜜を入れる。半年程度で飲用可能になるが、年数を経たものはまろやかで重厚な味になる。1年ぐらいで実を抜くと、色止めといって色合いと味が安定する。焼酎漬けしたマタタビの実は、そのまま食べても良い。なお、キウイフルーツもマタタビ科であり、果実を切ってみると同じような種の配列をしていることがわかる。
春から初夏にかけて若芽やつる先を摘み取り、塩を多めに入れて茹でて、水にさらしてアク抜きする。若芽やつる先は、おひたしや和え物、油炒め、椀種、生のまま天ぷらにもする。葉は、おひたしにして食べる事があるが、アレルギーを生じる事がある。花は酢の物に利用する。

### 生薬

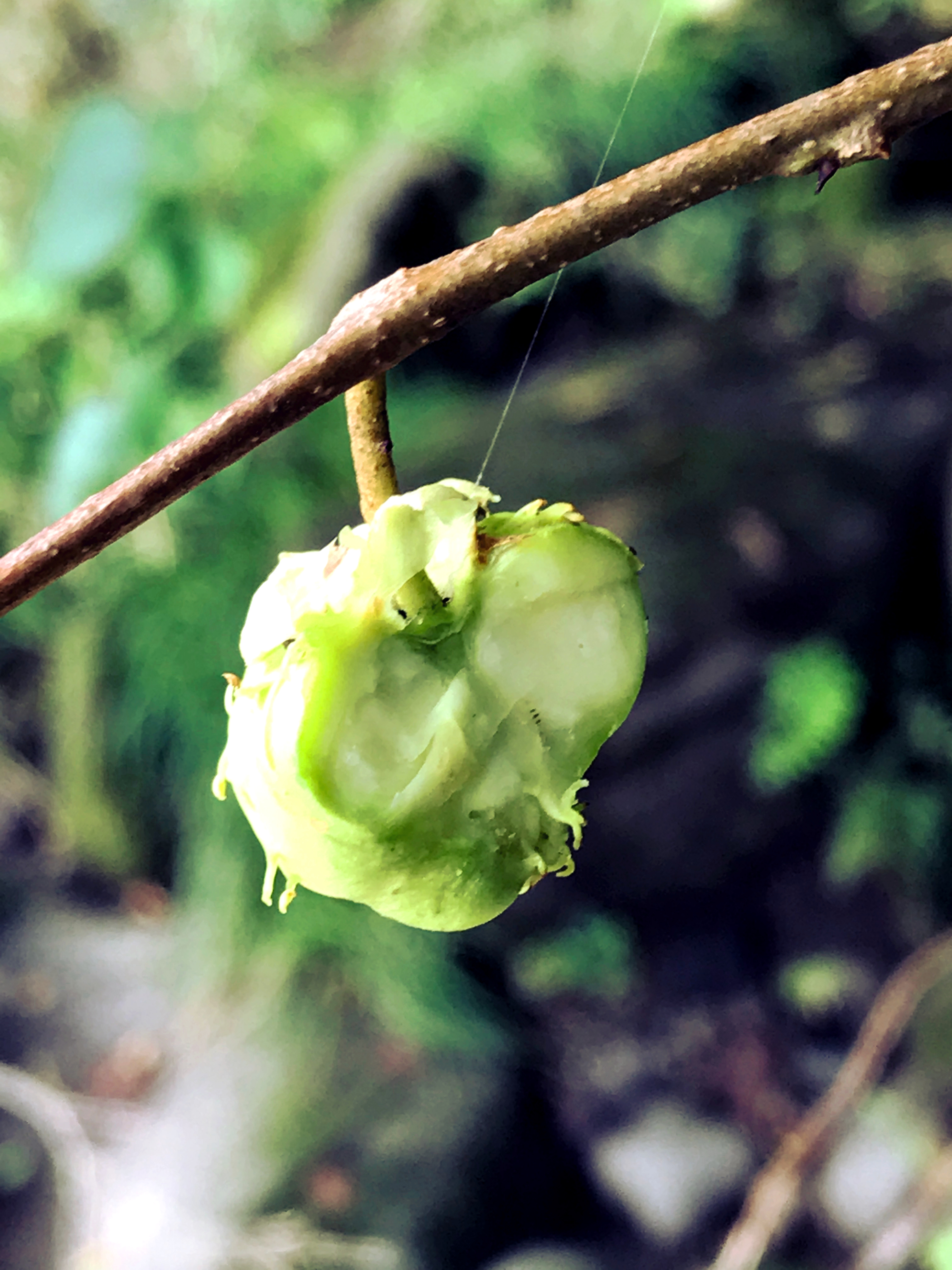
虫こぶ果の断面。漢方では木天蓼（もくてんりょう）という。

蕾にマタタビミタマバエまたはマタタビアブラムシが寄生して虫こぶ（虫えい）になったものは、漢方で木天蓼（もくてんりょう）という生薬である。正常な果実は、虫えいに比べてすこぶる薬効が劣るといわれている。7月中旬から10月ごろに、果実、虫こぶを採取して、一度熱湯に約5分ほど浸したあと、天日乾燥させて調製される。効能は、鎮痛、保温（冷え性）、強壮、神経痛、リウマチ、腰痛、中風などに効果があるとされる。
民間療法では、木天蓼の粉末を1回量1 - 2グラムを1日3回服用するか、煎じて服用するときは、1日3 - 5グラムを400 ccの水に入れて煎じて、3回に分けて服用する。また、乾燥させた普通の果実5グラムを、橙皮と同量で煎じて、1日3回服用する用法が知られている。また、虫えいでつくった果実酒は強精、強壮剤として用いられる。マタタビの虫えい200グラムに対して35度のホワイトリカー1.8リットルに漬け込み、1か月以上冷暗所に置いたあと、1日に盃1杯飲用する。マタタビの茎は、布袋に入れて浴湯料として用いられる。保温効果から患部が冷えたり、身体を冷やすと悪化する腰痛などによいと言われているが、暑がりの人や身体がほてる人、患部が熱い人への服用は禁忌とされている。
また、ネコの病気にもよいともいわれており、マタタビをネコに与えてしゃぶらせると、酔ったようになるが元気になる。かつて山村では、ネコの具合が悪くなると、マタタビの絞り汁を与えて舐めさせたという。急を要するときは、つる先と葉を揉んで液をつくるが、ヘチマ水のようにつるの根元で切って一升瓶に挿しておくと、多いときは1日で1本分ほどとれ、ネコ以外にも人間の胃腸薬（民間薬）にしたといわれる。ネコのマタタビ反応や、病気の回復はマタタビの中に含まれているマタタビラクトン他の成分によるとされる。